# NGC 5554
NGC 5554 је спирална галаксија у сазвежђу Девица која се налази на NGC листи објеката дубоког неба.
Деклинација објекта је + 7° 1' 16" а ректасцензија 14h 19m 15,0s. Привидна величина (магнитуда) објекта NGC 5554 износи 14,4 а фотографска магнитуда 15,2. NGC 5554 је још познат и под ознакама NGC 5564, CGCG 47-6, PGC 51160.